# Cricotopus blinni
Cricotopus blinni är en tvåvingeart som beskrevs av James E. Sublette 1998. Cricotopus blinni ingår i släktet Cricotopus och familjen fjädermyggor. Inga underarter finns listade i Catalogue of Life.